# Rik Battaglia

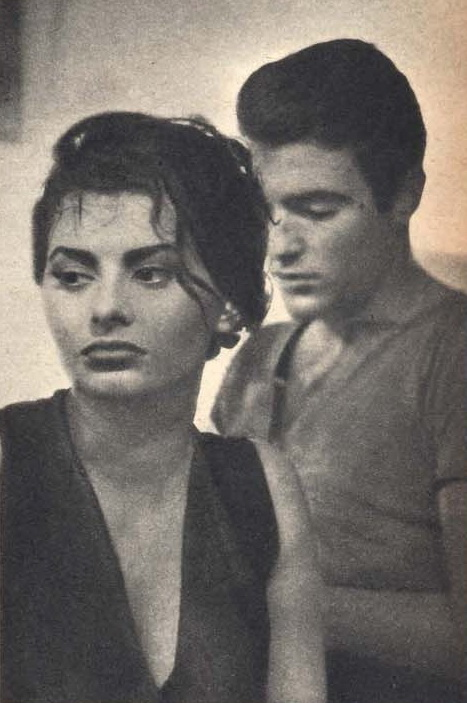
Sophia Loren i Rik Battaglia

Rik Battaglia, właściwie Caterino Bertaglia (ur. 18 lutego 1927 w Corboli, zm. 27 marca 2015 w Corboli) – włoski aktor filmowy.

## Życiorys

### Wczesne lata
Urodził się w Corboli. W młodości imał się wielu różnych zajęć i zawodów, takich jak robotnik, szewc, stolarz i przez kilka lat jako marynarz. Pracując jako barman w restauracji Agip w Mediolanie, został odkryty przez reżysera Mario Soldati, gdy szukał aktorów do obsady dramatu Rzeczna dziewczyna (La Donna del fiume) z Sophią Loren. Po swoim ekranowym debiucie, przenieiósł się do Rzymu, gdzie uczył się aktorstwa w Centro sperimentale di cinematografia.

### Kariera
Pod pseudonimem artystycznym Rick Austin i Riccardo Battaglia w latach 1955-99 wystąpił w ponad stu filmach, realizowanych we Włoszech, Stanach Zjednoczonych i Niemczech. 
W późnych latach 50. grał w historycznych dramatach kostiumowych, m.in. Katarzyna Sforza, lwica rzymska (Caterina Sforza, la leonessa di Romagna, 1959) z tytułową rolą Virny Lisi Giulio Cesare, il conquistatore delle Gallie oraz biblijnych - Estera i król (Esther and the King, 1960) Raoula Walsha/Mario Bavy z Joan Collins i Ostatnie dni Sodomy i Gomory (Sodom and Gomorrah, 1962) Roberta Aldricha ze Stewartem Grangerem i Anouk Aimée. Następnie był również zaangażowany do wielu spaghetti westernów, takich jak Garść dynamitu (Giù la testa, 1971) Sergio Leone czy Geniusz, dwóch partnerów i kurczak (Un genio, due compari, un pollo, 1975) Damiano Damianiego z Terence Hillem i Miou-Miou. W Winnetou III: Ostatnia walka (Winnetou - 3. Teil, 1965) wystąpił w roli gangstera Rollinsa, a także w sześciu innych ekranizacjach książek Karola Maya zawsze grał czarny charakter. Z kolei w swobodnej adaptacji powieści Jacka Londona w reżyserii Lucio Fulci - Biały Kieł (Zanna Bianca, 1973) pojawił się jako Jim Hall, giermek Charlesa "Beauty" Smitha (John Steiner), antagonisty Franca Nero. Brał też udział w filmie erotycznym Siostra Emanuelle (Suor Emanuelle, 1977) z Gabriele Tintim, dramacie kryminalnym Żelazny prefekt (Il prefetto di ferro, 1977) z Giuliano Gemmą (Cesare Mori), Claudią Cardinale i Francisco Rabalem oraz komedii Bomber (1982) u boku Buda Spencera.
Zmarł 27 marca 2015 w swoim domu w Corboli w wieku 88. lat.

## Wybrana filmografia
- 1955: La Donna del fiume jako Gino Lodi
- 1956: La risaia jako Gianni
- 1956: Orlando e i paladini di Francia jako Roland (rycerz)
- 1958: Jerozolima wyzwolona (La Gerusalemme liberata) jako Rinaldo d'Este
- 1958: Adorabili e bugiarde jako Giorgio Pitagora
- 1958: Vento di passioni jako Gavino
- 1959: Caterina Sforza, la leonessa di Romagna
- 1959: Hannibal (Annibale) jako Hasdrubal
- 1959: Więźniowie Wołgi (I battellieri del Volga) jako porucznik Lisenko
- 1960: Estera i król (Esther and the King) jako Szymon
- 1961: Teseo contro il minotauro jako Demetrio
- 1962: Giulio Cesare, il conquistatore delle Gallie jako Wercyngetoryks
- 1962: Ostatnie dni Sodomy i Gomory (Sodom and Gomorrah) jako Melchior
- 1963: Sandokan, tygrys z Malezji (Sandokan, la tigre di Mompracem) jako Sambigliong
- 1963: Lew św. Marka (Il Leone di San Marco) jako Jandolo
- 1964: Winnetou i Old Shatterhand (Old Shatterhand) jako Dixon
- 1964: Piraci z Malezji (I Pirati della Malesia) jako Sambigliong
- 1965: L'avventuriero della Tortuga
- 1965: Winnetou III: Ostatnia walka (Winnetou - 3. Teil) jako Rollins
- 1965: Skarb Azteków (Der Schatz der Azteken) jako Lazaro Verdoja
- 1966: Winnetou i Old Firehand (Winnetou und sein Freund Old Firehand) jako kapitan Mendozza
- 1968: I lunghi giorni dell'odio jako Vic Graham
- 1968: Black Jack jako Skinner
- 1968: Winnetou w Dolinie Śmierci (Winnetou und Shatterhand im Tal der Toten) jako Murdock
- 1968: Spara, Gringo, spara jako kapitan Norton
- 1970: Ehi amigo... sei morto! jako Barnett
- 1970: L'oro dei Bravados jako Murphy
- 1971: Szkoda, że jest dziwką (Addio fratello crudele) jako Mercante, ojciec
- 1971: Garść dynamitu (Giù la testa) jako Santerna
- 1972: Wyspa skarbów (Treasure Island) jako kapitan Smollett
- 1973: Biały Kieł (Zanna Bianca) jako Jim Hall
- 1977: Siostra Emanuelle (Suor Emanuelle) jako komtur Cazzabriga
- 1977: Żelazny prefekt (Il prefetto di ferro) jako Antonio Capecelatro
- 1979: I contrabbandieri di Santa Lucia jako Don Calogero Avallone
- 1979: Napoli... la camorra sfida, la città risponde jako adwokat Rampone
- 1980: La tua vita per mio figlio jako Don Calogero
- 1980: Zappatore jako Don Andrea
- 1982: Giuramento jako Frank Geraci
- 1982: Bomber jako amerykański trener
- 1985: Il pentito jako pułkownik policjant
- 1986: Giuro che ti amo jako Don Vito
- 1986: Detective School Dropouts jako Don Zanetti
- 1988: Don Bosco jako Marchese Michele Cavour
- 1988: La ragazza del metrò jako Walter
- 1991: Buck ai confini del cielo jako Bauman